# Сонгайла, Викторас Ионович
Викторас Ионович Сонгайла — советский литовский хозяйственный деятель, Герой Социалистического Труда.

## Биография
Родился в 1933 году в Паланге. Член КПСС с 1964 года.
В 1956—1990 — машинист экскаватора Шилутского управления мелиоративного строительства Министерства мелиорации и водного хозяйства Литовской ССР.
Указом Президиума Верховного Совета СССР от 23 июня 1966 года присвоено звание Героя Социалистического Труда с вручением ордена Ленина и золотой медали «Серп и Молот».
Умер в Литве в 2012 году.

## Награды и звания
- Герой Социалистического Труда (23.06.1966)
- Орден Ленина (23.06.1966)